# Eric Gyllenberg
Eric Gyllenberg (tidigare Bergh), född 1620-talet i Kinds härad, Västergötland, död 1691, var en svensk tullnär och överinspektör i Västergötland. Han adlades 1682 med namnet Gyllenberg.

## Biografi
Eric Gyllenberg föddes på 1620-talet i Kinds härad, Västergötland. Han var son till Eric Gustafsson till Gullbringa säteri i Bohuslän. Gyllenberg blev kammarskrivare i livgedinget 1649 och landskammarskrivare på Öland 1652. Han blev 1656 häradsskrivaren i Örbyhus län och 1658 landsbokhållaren i Bohuslän. Sistnämnda år blev han kornett vid Västgöta kavalleriregemente  och 1659 ryttmästare för ett kompani i Västgöta presteryttare. Gyllenberg blev kontrollör vid Stora sjötullen i Landskrona 1660, tullnär vid stora sjötullen i Marstrand 1663, tullförvaltare vid stora sjötullen i Göteborg och slutligen överinspektör vid Stora sjötullen i Älvsborgs län 1677. Han blev även överinspektör för Stora sjötullen i Hallands län 1678. Gyllenberg adlades 13 december 1682 med namnet Gyllenberg och introducerades samma år som nummer 1030. År 1683 blev han överinspektör och 1688 blev han åter tullnär vid Stora sjötullen i Marstrand. Gyllenberg avled 1691 och begravdes 30 april samma år i Hålta kyrka.
Som militär gjorde Gyllenberg flera lyckliga slag i Norge. Han deltog i Skånska kriget.

### Familj
Gyllenberg gifte sig med Christina Duberg. Hon var dotter till tullförvaltaren Gabriel Jönsson Duberg i Göteborg. De fick tillsammans barnen Margaretha, Gabriel, Marcus, Helena Catharina (1680–1706), Gustaf (död 1710) och Anna Maria.